# Thor–Agena
A Thor–Agena a Thor hordozórakétán alapuló amerikai kétfokozatú hordozórakéta, amelynél második fokozatként az RM–81 Agena végfokozatot használták. A Thort a Douglas, az Agenat a Lockheed cég gyártotta.

## Előzmények
Az amerikai hordozórakéták fejlesztését 1945-ben kezdték el a zsákmányolt német rakéták és kutatási eredmények alapján. Az amerikai légi haderő 1955-1957 között a Convair–774, Hermes, Thor, Atlas, Titan folyékony hajtóanyagú ballisztikus rakéták fejlesztése után ezekre alapozva hozta létre 1958–1960 között a Thor–Able, Atlas–Able, Thor–Agena hordozórakétákat. A NASA 1958. október 1-jén történt megalakulása után a szárazföldi haderő és a haditengerészet abbahagyta saját rakétafejlesztéseit, minden intézményét a NASA-nak adta át, mesterséges holdjait pedig a légierő indítja. A NASA különböző intézeteiben tervezték és fejlesztették ki (tovább), többek között a Thor–Delta, Atlas–Centaur, Saturn V majd a Space Shuttle hordozórakéta-rendszereket. Az amerikai légierő a meglévő és leváltott ballisztikus rakétákra építve fejlesztette ki saját hordozórakéta-sorozatait, többek között Thor–Agena – ennek A, B, D változatait –, Titan 3B–Agena D. Ezek alkalmazásával fokozatosan felhasználták a rendszerből kivont típusú, folyékony hajtóanyagú, katonai-ballisztikus rakétákat.

## Thor-Agena
A Thor (első generációs szárazföldi telepítésű rakétafegyver) és az Atlas (első interkontinentális ballisztikus rakétafegyver – földfelszíni, majd földalatti elhelyezés) rakéták első fokozatot képeznek, a második lépcsőt az Agena rakéta változatai – Delta, Able – képezik. Thor rakéta alkalmazása esetén a második lépcső 60 tonna indulósúly mellett 700 kilogramm hasznos terhet tudott föld körüli pályára juttatni. Atlas rakétával legfeljebb 2,4 tonnát.
A hordozóeszközöket a Corona program keretében alkalmazták. A korai Corona kilövéseket egy Discoverer–műholdaknak nevezett űrvállalkozás mögé rejtették. A programot részben tudományos-technikai kísérletekre, illetve felderítési célokra alkalmazták. A fotóberendezés, az infravörös fényképezés a műholdak magasságából viszonylag kis méretű objektumokat is megkülönböztetett: egyedül álló repülőgépeket, gépkocsikat, harckocsikat, rakétákat, épületeket. Eleinte a 2 méternél nagyobb, a felbontási technológia fejlődésével ennél sokkal kisebb tárgyak is felderíthetővé váltak.

### Thor-Agena A
Agena-A végfokozattal ellátott hordozórakéta. Az első kísérleti indítást a Discoverer–0 műholddal 1959. január 21-én, az utolsót 1960. szeptember 13-án, a Discoverer–15 pályára állításával hajtották végre.

### Thor-Agena B
Első polgári szolgálatát a Discoverer–16 indításánál 1960. október 26-án végezte.
Utolsó bevetésére 1966. május 15-én került sor a NIMBUS–1 műhold pályára állításakor.

### Thor-Agena D
Soros elrendezésű, kétlépcsős hordozórakéta, mindkét fokozatban folyékony hajtóanyaggal. Első fokozat a Thor rakéta. A rakéta indításához 3 darab szilárd hajtóanyagú gyorsítórakétát (Castor-1) alkalmaztak. Első felhasználására 1962. június 28-án került sor. Utolsó alkalmazására 1968. január 17-én.
Induló tömege 69,18 tonna, hossza 29,6, átmérője 2,44 méter. Elérhető magasság 1200 kilométer, hasznos teher 600 kilogramm.

## Külső hivatkozások
- Thor-Agena. kosmo.cz. (Hozzáférés: 2014. március 4.)